# VCバード国際空港
VCバード国際空港（ヴェア・コーンウォール・バードこくさいくうこう、英語: VC Bird International Airport）は、アンティグア・バーブーダのセント・ジョージ教区オズボーンに位置する国際空港である。首都のセントジョンズからは東へ約5キロメートルの距離にある。

## 概要
空港名はアンティグア・バーブーダの初代首相であるヴェア・コーンウォール・バード（Vere Cornwall Bird）より名付けられた。

## 就航航空会社
- LIAT（Anguilla、バルバドス、Dominica、ジョージタウン、Guadaloupe、St. Croix、St. Kitts、St. Lucia、St. Maarten、San Juan PR、St. Vincent、Tortola、Nevis、Santo Domingo、Trinidad）
- インターカリビアン航空（プロビデンシアレス）
- カリビアン航空（バルバドス、キングストン、ポートオブスペイン）
- Caribbean Helicopters
- Windward Islands Airways（St. Maarten、Montserrat）
- アメリカン航空（マイアミ、ニューヨーク/JFK）
- ユナイテッド航空（ニューアーク）
- デルタ航空（アトランタ、ニューヨーク/JFK）
- エア・カナダ（トロント）
- ウエストジェット（トロント）
- サンウィング航空（モントリオール）
- ブリティッシュ・エアウェイズ（セントジョージズ、ロンドン/ガトウィック、トバゴ）
- ヴァージン・アトランティック航空（ロンドン/ヒースロー）